# Декандоль, Казимир
Анн Казимир Пирам Декандоль (фр. Anne Casimir Pyramus de Candolle или фр. Casimir de Candolle, 20 февраля 1836 — 3 октября 1918) — швейцарский ботаник. Сын Альфонса Декандоля, внук Огюстена Декандоля.

## Биография
Анн Казимир Пирам Декандоль родился в Женеве 20 февраля 1836 года.
Занимался изучением химии, физики и математики в Париже, а затем учился в Англии. Вернувшись в Женеву, стал учеником у своего отца.
Занимался изучением цветковых растений. В своей работе по систематике растений Декандоль брал за основу такие анатомические критерии, как строение стебля или расположение листьев. В своих экспериментах в области физиологии изучал движение листьев, скручивание усиков, влияние ультрафиолетовых лучей на образование цветков, влияние низких температур на прорастание семян.
Внёс значительный вклад в ботанику, описав множество видов растений. Специализировался на семенных растениях.
Анн Казимир Пирам Декандоль умер в кантоне Женева 3 октября 1918 года.

## Семья
Казимир Декандоль был женат на Анне-Матильде Марсе, у них было четверо детей:
- Raymond Charles de Candolle (1864—1935),
- Florence Pauline Lucienne de Candolle (1865—1943),
- Огюстен Декандоль (Richard Émile Augustin de Candolle, 1868—1920), ботаник-систематик,
- Reyne Marguerite de Candolle (1876—1958).